# 国王大道

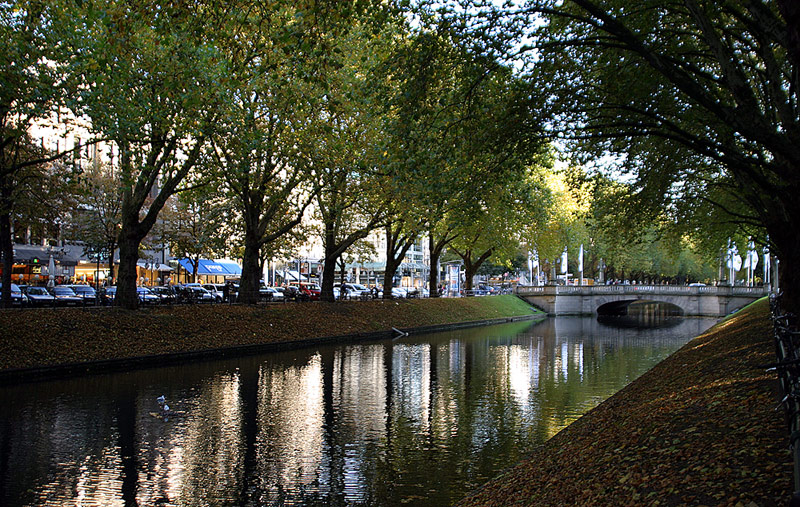
日景

国王大道（德語：Königsallee）是德国杜塞尔多夫的一条街道，以路中间的运河，以及沿街开设的奢侈品零售商店而著称。

## 历史
国王大道兴建于1802年到1804年，以取代先前此处的防御工事。大道中心的运河宽31米，深5米。两座木桥横跨运河。由于景观设计师马克西米利安·弗里德里希·魏厄的建议，沿大道种植树木，并命名为“栗树大道”。1848年，由于普鲁士国王腓特烈·威廉四世遭投掷马粪，这条大道改名为“国王大道”，作为一种善意的姿态。

## 种类
在运河两岸，沿街开设各种名牌零售商店，售卖的货品从裘皮大衣到高档电器。一些著名品牌，如卡地亚、Gucci、阿玛尼、香奈儿、普拉达，都在此开店。

### 名店
- 香奈儿
- Gucci
- 卡地亚
- 阿玛尼
- 普拉达
- 寶格麗
- 路易威登
- 菲拉格慕
- 愛馬仕
- 雨果博斯
- 阿瑪尼

## 圖片

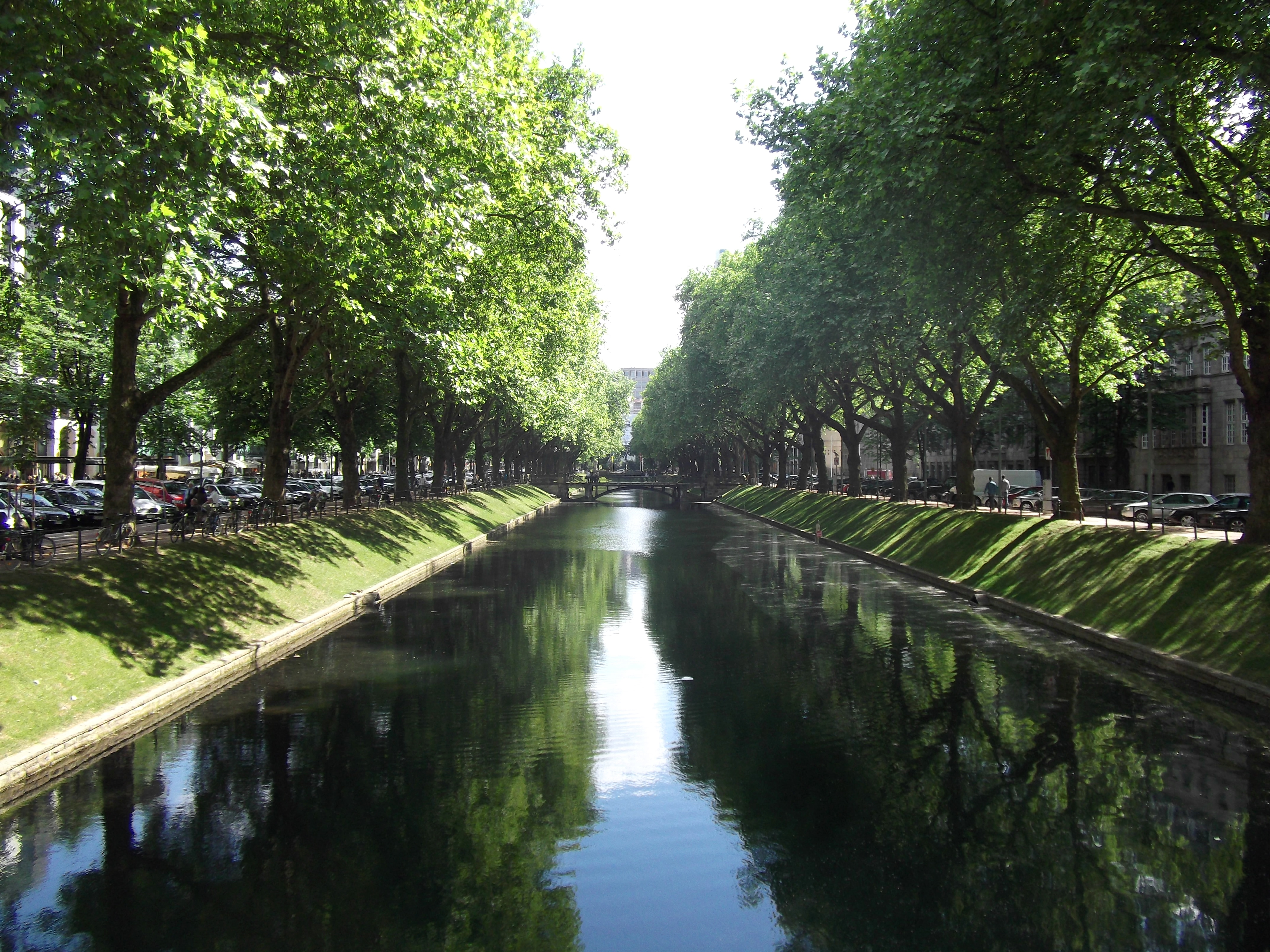
運河
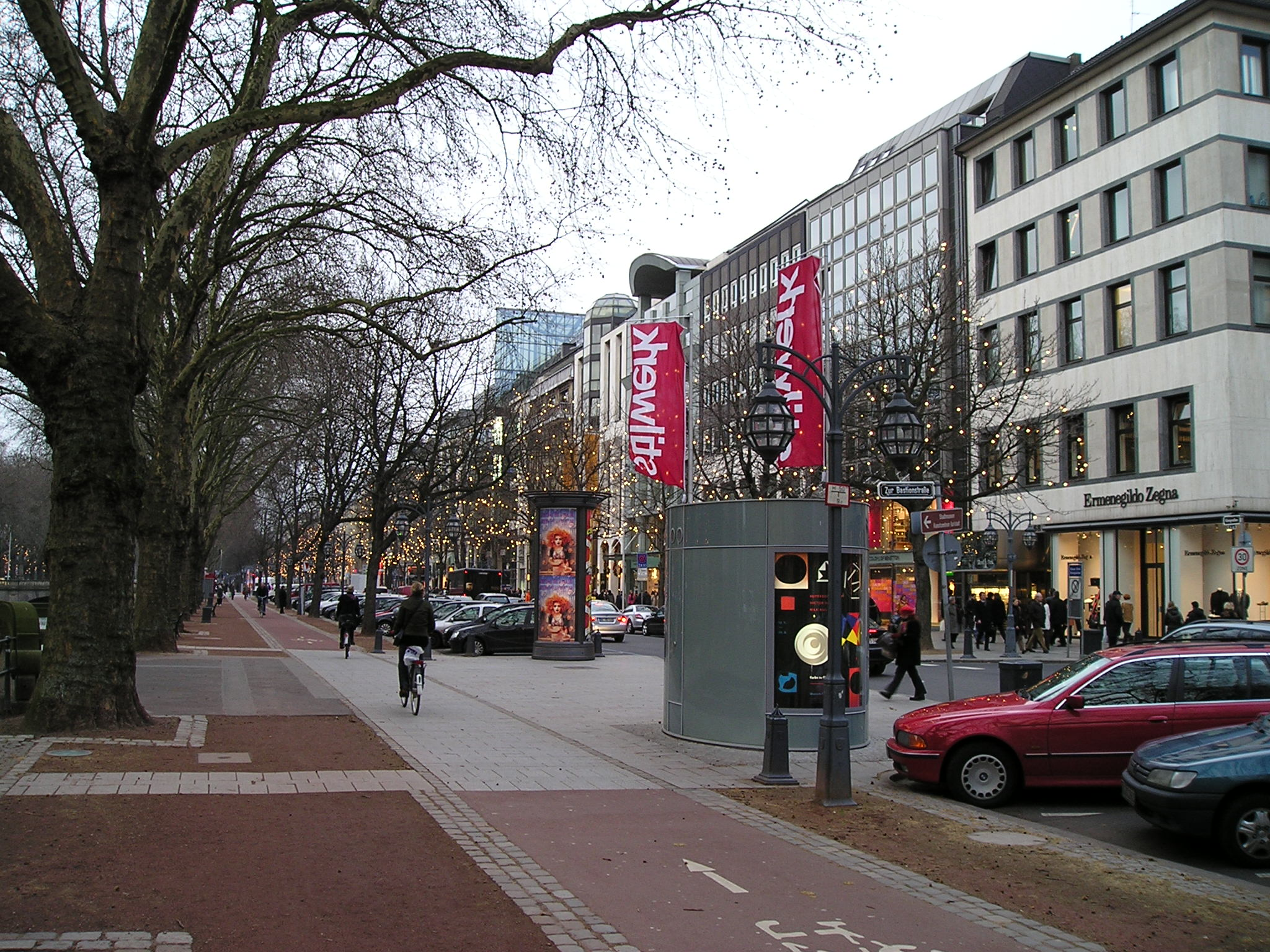
名店
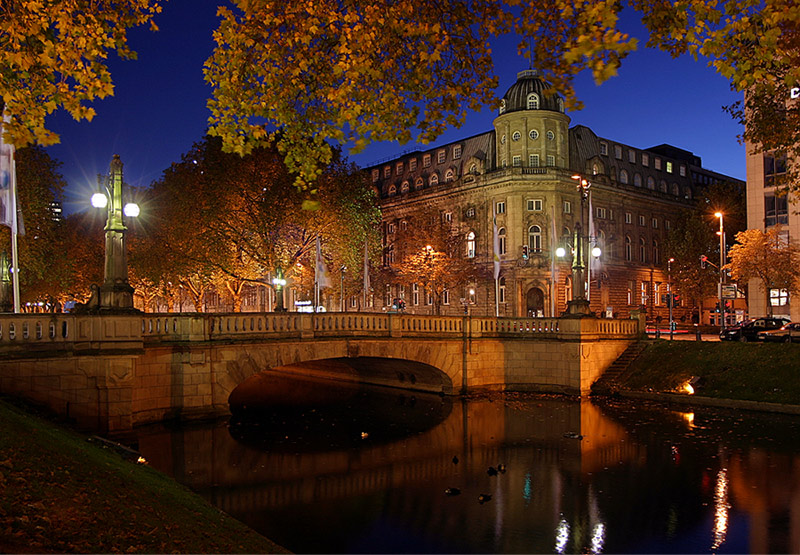
夜景